# Duale Narration
Als Duale Narration (engl. “Dual Narrative”) wird in der Literaturwissenschaft eine Erzählung (seltener auch Dokumentation) bezeichnet, in der eine gleiche Ausgangslage von zwei Perspektiven aus erzählt bzw. betrachtet wird – das können zwei Personen sein oder dieselbe Person in zwei Zeitabschnitten. Die Entstehung dieses Begriffes ist als emergent zu bezeichnen, jedoch eindeutig US-amerikanischen Literaturrezensionen zuzuordnen. Es ist unbekannt, wer diesen Begriff zuerst geprägt hat; in englischsprachigen Rezensionen ist der Begriff häufig zu finden.
Ein bekannter Autor, der Duale Narration in mehreren Werken als Stilmittel verwendete, ist Charles Dickens. In seinem Werk Große Erwartungen (Great Expectations) aus dem Jahre 1861 wird dieselbe Person in unterschiedlichem Alter beschrieben (1. und 2. Teil), erst im 3. Teil lösen sich zunächst rätselhafte Korrelationen auf. Ein anderer Roman dieser Art von Dickens ist Bleak House.
In der Gegenwartsliteratur ist das bekannteste Buch  Eiskalt (Jugendroman) (Stone Cold) von Robert Swindells (1993), in der ein Mord gleichzeitig aus Sicht des Täters und des Opfers erzählt wird.
Hier wird das Stilmittel „Duale Narration“ so deutlich verwendet, dass praktisch alle Rezensionen darauf verweisen und dieser Roman in den englischsprachigen Literaturwissenschaften ein Lehrbeispiel für Duale Narration geworden ist.
Als eines der bekanntesten unter dem Aspekt „Duale Narration“ bzw. „Dual Narrative“ rezensierten Werke in deutscher Sprache ist Johanna Schopenhauers Roman Gabriele (Leipzig 1819–1820) zu nennen.

## Duale Narration und gesellschaftliche Empathie bzw. Narrative Empathie
Fritz Breithaupt erklärt gesellschaftliche Empathie als die wichtigste Basis für ein humanes Soziales System. Dabei weist er besonders der Literatur einer Gesellschaft eine hohe Bedeutung bei und hier insbesondere der Literatur mit ausgeprägter Dualer Narration. 
Gesellschaftliche Empathie entsteht gemäß Breithaupt – im Unterschied zur natürlich entstehenden reinen „Zweierszenen-Empathie“ (Mutter/Kind usw.) – als Produkt der „Parteinahme in einer Dreierszene“. 
Diese Empathieform nennt Breithaupt „Narrative Empathie“. 
Duale Narration löst durch die besonders ausgeprägte Sicht der zwei Perspektiven des Protagonisten (manchmal auch des Antagonisten) beim Leser die Parteinahme aus und schafft besonders deutlich die für die Entstehung Narrativer Empathie  bzw. gesellschaftlicher Empathie notwendige „Dreierszene“. 
Literatur ist also gemäß Breithaupt zwischen eher introspektiv bzw. ich-bezogen (Poesie, Lyrik, heute auch viele Musiktexte) einerseits und dualnarrativ andererseits einzuordnen. Erstere erzeugt eher „Zweierszenen-Empathie“, Letztere kreiert beim Leser oder Betrachter „Dreierszenen- bzw. Narrative Empathie“, die für Soziale Systeme gesellschaftsbildend wirkt.